# El Fedjoudj
El Fedjoudj est une commune de la wilaya de Guelma en Algérie.

## Géographie
La commune est située au nord west de Constantine

## Histoire
La ville s’appelait Oued Touta avant la colonisation française. Elle était nommée Kellermann pendant la période coloniale jusqu'à l'indépendance de l'Algérie.